# Сент Клауд (Флорида)
Сент Клауд (енгл. St. Cloud) град је у америчкој савезној држави Флорида. По попису становништва из 2010. у њему је живело 35.183 становника.

## Демографија
Према попису становништва из 2010. у граду је живело 35.183 становника, што је 15.109 (75,3%) становника више него 2000. године.
| Група             | 2000.          | 2010.          |
| Белци             | 16.513 (82,3%) | 21.851 (62,1%) |
| Афроамериканци    | 415 (2,1%)     | 2.052 (5,8%)   |
| Азијати           | 191 (1,0%)     | 613 (1,7%)     |
| Хиспаноамериканци | 2.681 (13,4%)  | 10.280 (29,2%) |
| Укупно            | 20.074         | 35.183         |